# Sid Abel
Sidney Gerald „Sid“ Abel (* 22. Februar 1918 in Melville, Saskatchewan; † 8. Februar 2000 in Farmington Hills, Michigan) war ein kanadischer Eishockeyspieler (Center/Linksaußen), -trainer und General Manager, der von 1939 bis 1954 für die Detroit Red Wings und die Chicago Black Hawks in der National Hockey League spielte.

## Karriere

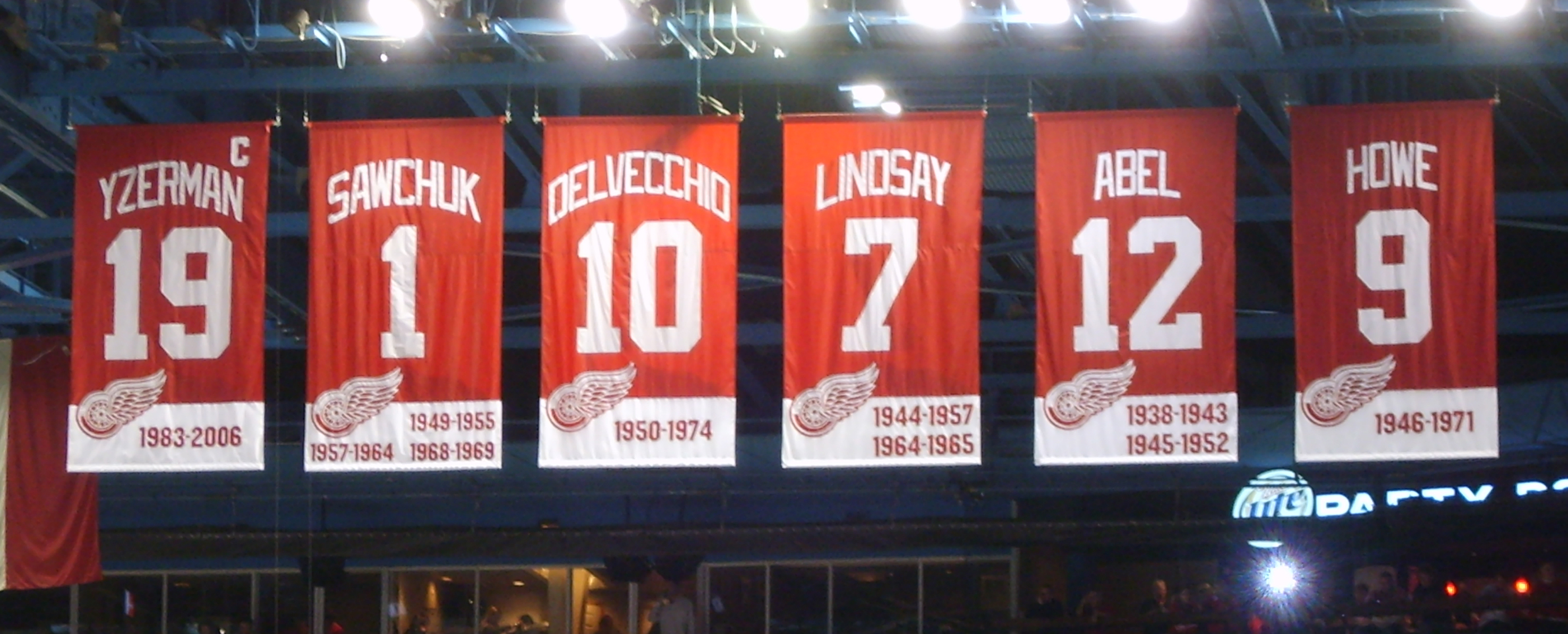
1995 hängten die Detroit Red Wings zu Sid Abels Ehren seine Nummer 12 als Banner an die Hallendecke. Die Nummer wird seitdem nicht mehr an einen Spieler der Red Wings vergeben

Als Junior spielte er 1936 mit den Saskatoon Wesleys um den Memorial Cup und später mit den Flin Flon Bombers um den Allan Cup, konnte aber keinen dieser Pokale gewinnen.
In der Saison 1938/39 gab er sein Debüt bei den Detroit Red Wings, benötigte aber einige Jahre, bis er sich in der NHL durchsetzen konnte. Seinen ersten Stanley Cup gewann er in der Saison 1942/43. Damals spielte er mit Don Grosso und Eddie Wares in der Liniment Line. Die Jahre zwischen 1943 und 1945 verbrachte er in der Armee und fehlte damit seinem Team. Zum Ende der Saison 1945/46 bestritt er noch sieben Spiele und konnte in der darauf folgenden Saison wieder voll ins Geschehen eingreifen. Nun bekam Abel, inzwischen 29 Jahre alt, die jungen Gordie Howe, damals 19 und Ted Lindsay, damals 22, an die Seite gestellt. Zusammen als „Production Line“ waren sie damals die stärkste Sturmreihe der NHL und schafften in der Saison 1949/50 die ersten drei Plätze der Scorerliste.
Als Kapitän der Red Wings gewann er 1950 und 1952 noch einmal den Stanley Cup. Mit 34 Jahren bekam er ein Angebot aus Chicago, um dort als Spielertrainer zu agieren und die Red Wings gaben ihn frei. Nach zwei Jahren mit den Black Hawks beendete er seine aktive Laufbahn.
1957 kehrte er als Trainer nach Detroit zurück und übernahm 1962 auch den Job des General Managers. 1971 übernahm er die St. Louis Blues für zehn Spiele und ein paar Jahre später coachte er drei Spiele lang die Kansas City Scouts.
Sid Abel wurde 1969 mit der Aufnahme in die Hockey Hall of Fame geehrt.
Sein 1977 geborener Enkel Brent Johnson war Torwart in der NHL.

## Karrierestatistik
(Legende zur Spielerstatistik: Sp oder GP = absolvierte Spiele; T oder G = erzielte Tore; V oder A = erzielte Assists; Pkt oder Pts = erzielte Scorerpunkte; SM oder PIM = erhaltene Strafminuten; +/− = Plus/Minus-Bilanz; PP = erzielte Überzahltore; SH = erzielte Unterzahltore; GW = erzielte Siegtore; 1 Play-downs/Relegation; Kursiv: Statistik nicht vollständig)

## Sportliche Erfolge
- Stanley Cup: 1943, 1950 und 1952

### Persönliche Auszeichnungen
- First All-Star Team: 1949 und 1950
- Second All-Star Team: 1942 und 1951
- Hart Memorial Trophy: 1949
- Bester Torschütze: 1949 später wurde hierfür die Maurice Richard Trophy vergeben